# Давид фон Баллмоос
Давид фон Баллмоос (фр. David von Ballmoos, нар. 30 грудня 1994, Гаймісвіль, Швейцарія) — швейцарський футболіст, воротар клубу «Янг Бойз».

## Ігрова кар'єра

### Клубна
Давид фон Баллмоос є вихованцем футбольної академії клубу «Янг Бойз», куди він приєднався у 2007 році. З 2015 року воротаря було переведно до першої команди. Але для набору ігрової практики фон Баллмоос був відправлений в оренду у клуб Челлендж - ліги «Вінтертур».
У «Вінтертур» воротар провів два сезони, після чого повернувся до «Янг Бойз» і з сезону 2017/18 зайняв постійне місце в основі. Першу гру в команді фон Баллмоос провів у липні 2017 року. За період виступів у команді воротар ставав чемпіоном Швейцарії та вигравав Кубок країни.

### Збірна
У 2014 році фон Баллмоос провівдві гри у збірній Швейцарії (U-20). У листопаді 2020 року воротар отримав виклик до національної збірної Швейцарії але на поле того разу не виходив.

## Титули
Янг Бойз
 Чемпіон Швейцарії (4): 2017/18, 2018/19, 2019/20, 2022/23
 Переможець Кубка Швейцарії (2): 2019/20, 2022/23